# Николаевка (Новоаненский район)
Николаевка (рум. Nicolaevca) — село в Новоаненском районе Молдавии. Наряду с сёлами Золотиевка и Ларга входит в состав коммуны Золотиевка.

## География
Село расположено на высоте 134 метров над уровнем моря.

## Население
По данным переписи населения 2004 года, в селе Николаевка проживает 104 человека (51 мужчина, 53 женщины).
Этнический состав села:
| Национальность | Число жителей | Процентный состав |
| -------------- | ------------- | ----------------- |
| украинцы       | 63            | 60.58             |
| молдаване      | 30            | 28.85             |
| русские        | 9             | 8.65              |
| поляки         | 1             | 0.96              |
| прочие         | 1             | 0.96              |
| Всего          | 104           | 100 %             |